# عزيز بوحدوز
عزيز بوحدوز (بالألمانية: Aziz Bouhaddouz)‏ لاعب كرة قدم مغربي، من مواليد 30 مارس 1987 بمدينة بركان المغربية. تم استدعاؤه للعب في تشكيلة المنتخب المغربي الأول لكرة القدم في ماي 2018. أول مشاركة له في كأس للعالم كانت بمباراة ضد منتخب إيران المُقامة في روسيا (بمدينة سان بيترسبورغ) يوم 15 ماي 2018، تميزت بتسجيله هدفا ضد مرماه في اللحظات الأخيرة ليفوز بذلك المنتخب الإيراني على المنتخب المغربي.

## المسيرة مع الأندية
ولد بوحدوز في بركان بالمغرب. انتقل رفقة عائلته إلى ديتسنباخ في جنوب هيسن وهو صغير (لم يكن يبلغ من العمر حينذاك سوى سنة واحدة) حيث بدأ مسيرته في نادي ديتسنباخ. بعد فترة قصيرة قضاها في نيو إزنبيرغ انضم عزيز إلى نادي إف إس في فرانكفورت في عام 2006. في شباط/فبراير من عام 2009 انتقل إلى إرتسغيبيرغه آوه. في عام 2011 انضم بوهدوز إلى فيهين فيسبادن في صفقة انتقال حر. وسجل أول هدف له مع النادي ضد بوخوم أوسنابروك لكنه طُرد في اللقاء ذاته. في صيف 2012 وافق عزيز على إنهاء عقده الذي كان من المُقرر أن ينتهي في عام 2013. في أيلول/سبتمبر 2013 انتقل إلى بايرن ليفركوزن الرديف حيث لعب معه كاحتياطي فقط وذلك بعد أن فسخ عقده مع فيكتوريا كولن. سجل مع فريقه الجديد 24 هدفا في 27 مباراة ليحتل بذلك المركز الرابع في تلك المنطقة. في 5 أيار/مايو 2014 وقع عقدا لمدة عامين مع نادي ساندهاوزن. ثم في نيسان/أبريل 2016 وافق على توقيع عقد جديد لمدة ثلاث سنوات مع نادي سانت باولي.

## المسيرة الدولية
ولد عزيز بوحدوز في المغرب لكنه كبِر وترعرع في ألمانيا؛ كانت له حرية الاختيار في الانتماء لأي بلد من البلدين. اختار في نهاية المطاف تمثيل بلده الأم حيث لعب أول مباراة له مع المنتخب المغربي بتاريخ أغسطس من العام 2016 وانتهت بالتعادل السلبي ضد منتخب ألبانيا. في وقت لاحق من نفس الشهر خاض مباراة ثانية في إطار تصفيات كأس الأمم الأفريقية ضد منتخب سان تومي وبرينسيب؛ حينها تمكن من التوقيع على أول أهدافه مع المنتخب الوطني.
في أيار/مايو 2018 تم استدعائه ضمن قائمة الثلاثة وعشرون لاعبا الذين سيُمثلون منتخب أسود الأطلس في كأس العالم بروسيا. ازدادت شهرة عزيز عقب تسجيله لهدف في مرماه في المباراة الأولى ضد منتخب إيران مما تسبب في خسارة المنتخب المغربي بهدف نظيف وتذيله للمجموعة.

### الأهداف الدولية
| الهدف | التاريخ                    | المكان                     | الخصم              | النتيجة | النتيجة النهائية | المنافسة                        |
| ----- | -------------------------- | -------------------------- | ------------------ | ------- | ---------------- | ------------------------------- |
| 1.    | 4 أيلول/سبتمبر 2016        | الأمير، الرباط، المغرب     | ساو توميه وبرينسيب | 2-0     | 2-0              | تصفيات كأس الأمم الأفريقية 2017 |
| 2.    | 20 كانون الثاني/يناير 2017 | ملعب أوييم، أوييم، الغابون | الغابون            | 1-1     | 3-1              | كأس الأمم الأفريقية 2017        |
| 3.    | 24 آذار/مارس 2017          | ملعب مراكش، مراكش، المغرب  | بوركينا فاسو       | 2-0     | 2-0              | مباراة ودية                     |

## روابط خارجية
- عزيز بوحدوز على موقع الاتحاد الدولي (مؤرشف)  (الإنجليزية)
- عزيز بوحدوز على موقع قاعدة بيانات كرة القدم.إي يو (الإنجليزية)
- عزيز بوحدوز على موقع بيانات كرة القدم. دي إي (الألمانية)
- عزيز بوحدوز على موقع ناشيونال فوتبول تيمز (الإنجليزية)
- عزيز بوحدوز على موقع Soccerway.com (الإنجليزية)
- عزيز بوحدوز على موقع عالم كرة القدم.نت (الإنجليزية)